# Aktive Schule
Aktive Schulen sind eine spezielle Form von Alternativschulen in Deutschland, deren pädagogische Ausrichtung sich an alternativ-pädagogischen Leitfäden bzw. Erfahrungen insbesondere von Maria Montessori, Paulo Freire und Rebeca/Mauricio Wild orientieren. Sie stellen das Kind und dessen eigenes Weltbegreifen in den Mittelpunkt des pädagogischen Bestrebens; ihr zentraler Ansatz ist die Nichtdirektive Erziehung.
Geprägt wurde der Begriff von Rebeca Wild in ihrem Buch Erziehung zum Sein.
In der Regel werden sie als Schule in freier Trägerschaft mit besonderer pädagogischer Ausrichtung vom Staat genehmigt.